# Landtag dello Schleswig-Holstein

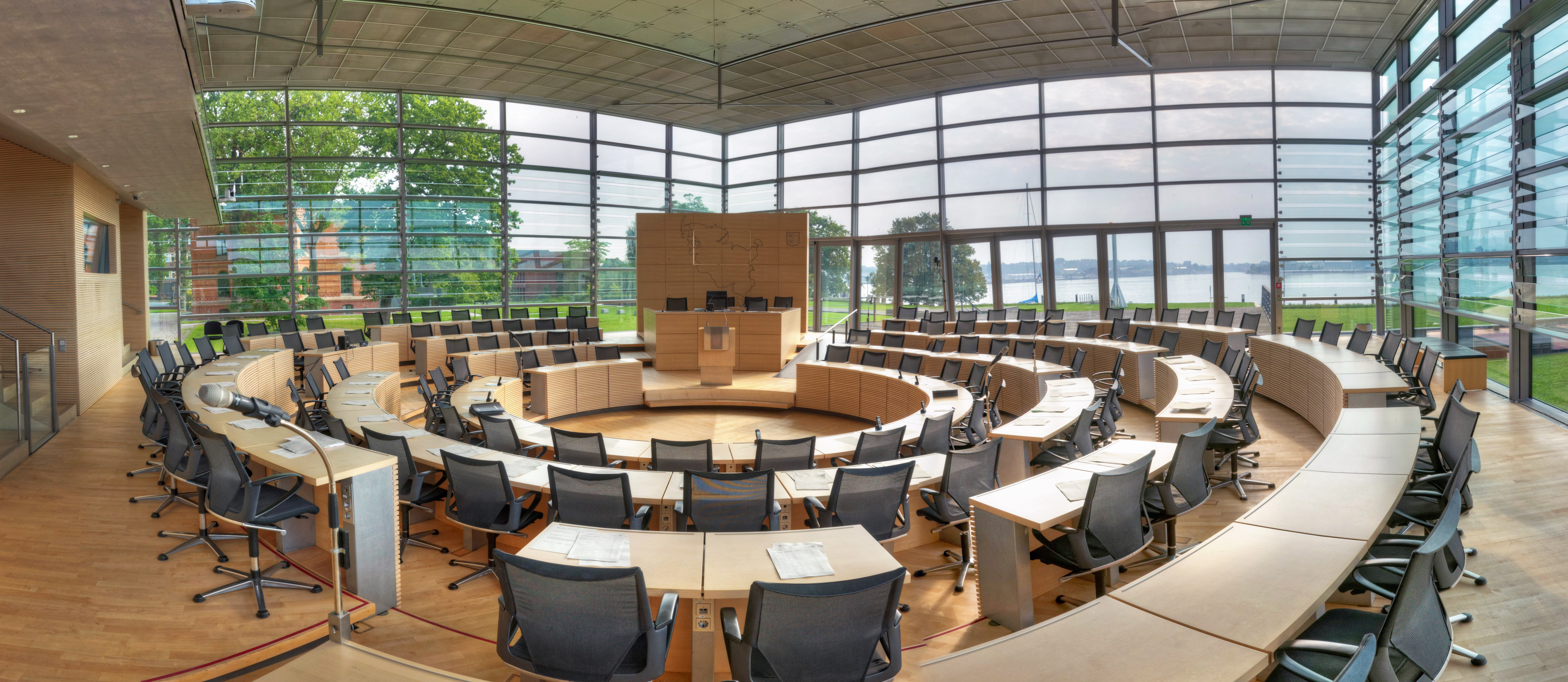
L'assemblea del Landtag

Il Landtag dello Schleswig-Holstein (Dieta statale dello Schleswig-Holstein, in tedesco: Schleswig-Holsteinischer Landtag) è l'assemblea legislativa monocamerale dello stato tedesco dello Schleswig-Holstein, composta da 69 membri. La sede del parlamento è a Kiel.